# 鳩間島
鳩間島（日语：／ Hatoma-jima，琉球語：／ ）位於琉球列島的八重山群島，在西表島的北方5.4公里處，面積為0.96平方公里，形狀是接近圓形，全島周長3.9公里。為珊瑚礁隆起形成的島嶼，全島平坦，其中最高處為被稱為「鳩間中森」的人造平台，島上也設有燈塔。
島上植被以亞熱帶的濱海植物為主，北部多為田地，南部為主要聚落，也有許多人為放養的山羊及牛隻散佈於島上。
行政上屬日本沖繩縣八重山郡竹富町，目前全島居民人口僅約50人。

## 歷史
由於鳩間島不像西表島曾經遭遇瘧疾的流行，因此島上從數百年前開始一直有人居住；在20世紀初期，島上居民以捕鰹魚為生，島上人口最多時曾超過六百人，在捕魚產業衰退後開始進行海草的養殖。
現在島上居民除了養殖海草之外，也會採集貝殼、星砂來販賣。

## 島上設施
目前島上的公共設施包括：
- 鳩間簡易郵便局
- 竹富町立鳩間小中學校（日语：竹富町立鳩間小中学校）
- 鳩間社區中心（鳩間公民館）
- 民宿、簡易旅館七家，同時島上禁止旅客露營
- 鳩間港（日语：鳩間港）

### 鳩間小中學校
1974年鳩間島上唯一的中學「竹富町立鳩間中學校」因就讀學生太少而廢校，1982年島上僅存的學校「竹富町立鳩間小學校」也因僅剩一名學生而面臨廢校危機，居民為避免失去學校而造成年輕人口被迫外移，於是利用已搬至外地親屬的子女，以及來自全國各地因各種原因拒絕上學的孩童，以寄養方式前來就讀鳩間小學校，使小學得以繼續存在，並進一步恢復了島上中學的設置。這故事後來被作家森口豁寫成長篇小說「盼求小孩-沖繩孤島的歲月」、而後漫畫家尾瀨朗將此故事畫成漫畫「光之島」，最後更被拍成電視劇「瑠璃之島」，於2005年在日本電視台播出，並於2007年1月播出電視劇續集「瑠璃之島Special 2007」。
目前鳩間小中學仍持續透過島上的留學支援機構「翼療」招收來自島外前來寄養就讀的學生。

### 對外交通
島上唯一的對外港口鳩間港位於南側靠近聚落處，目前有八重山觀光渡輪與安榮觀光兩家業者經營往返於石垣島石垣港、西表島上原港至此的定期客運航線，每天共有四個船班往返，但容易受到天候影響而停航。

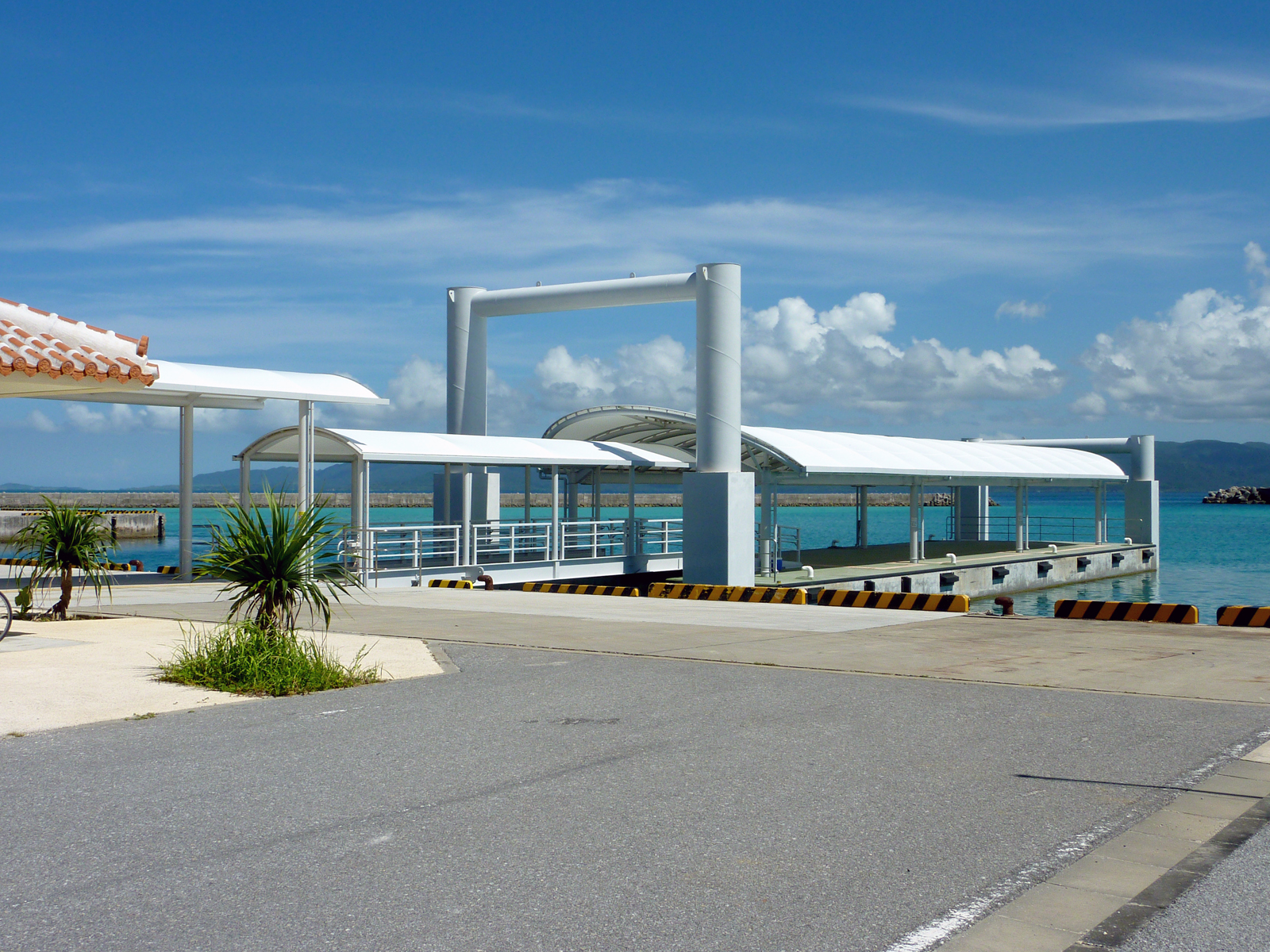
鳩間港碼頭

## 照片集

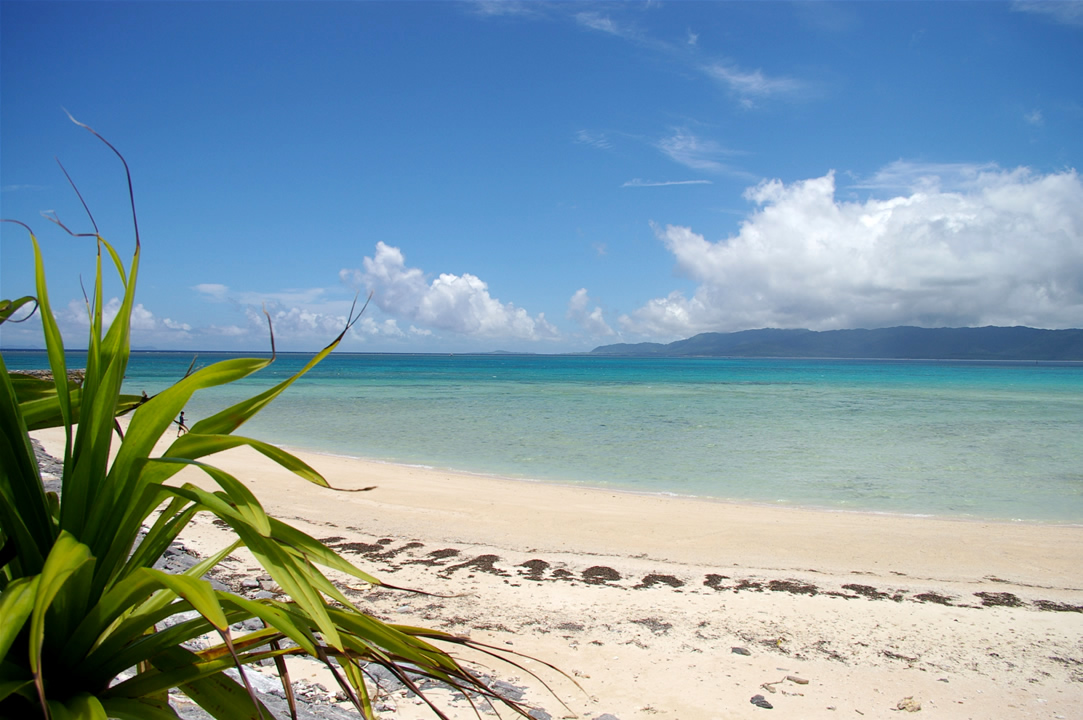
鳩間島的海岸沙灘，遠方為西表島。
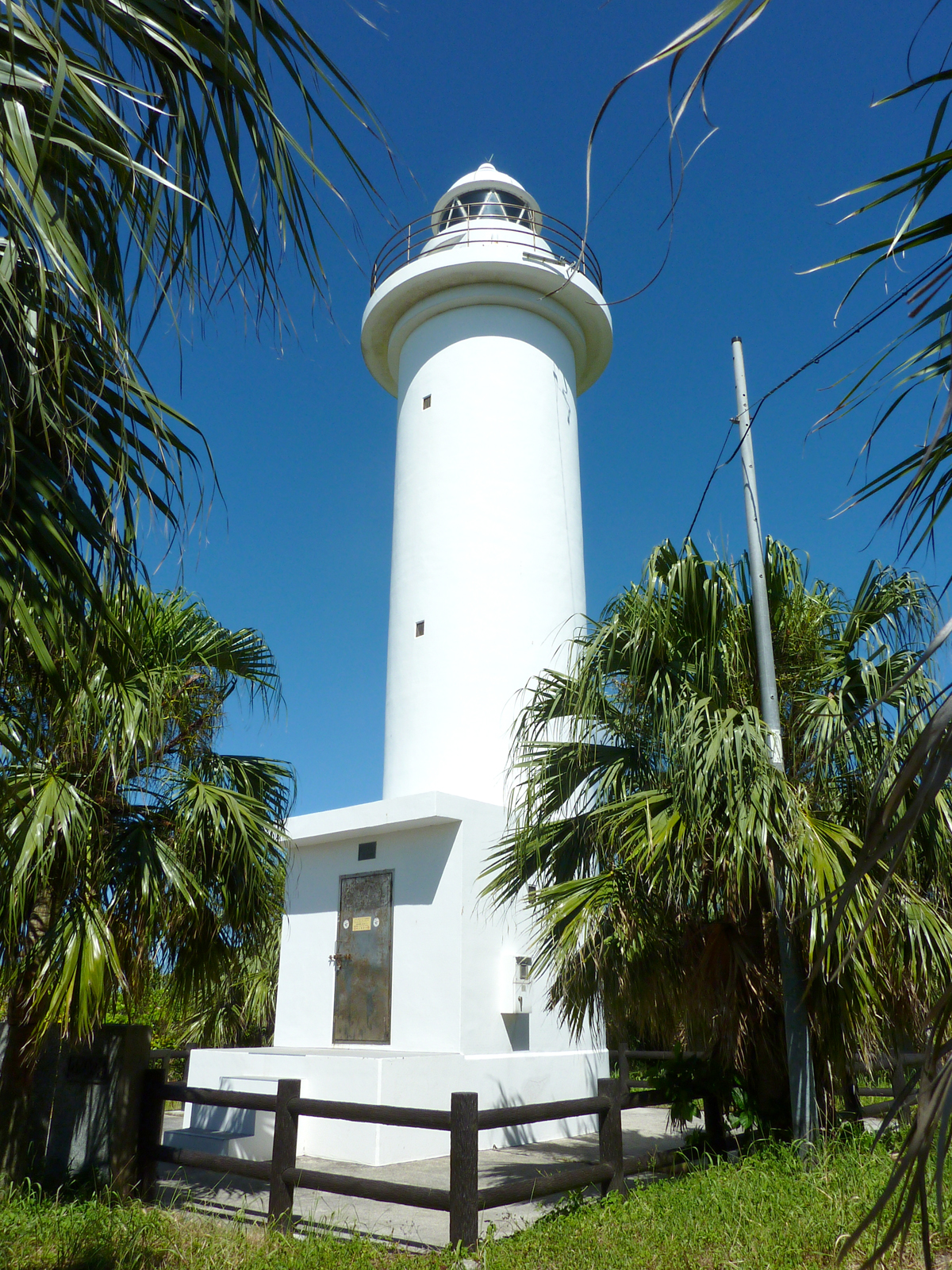
鳩間島燈塔
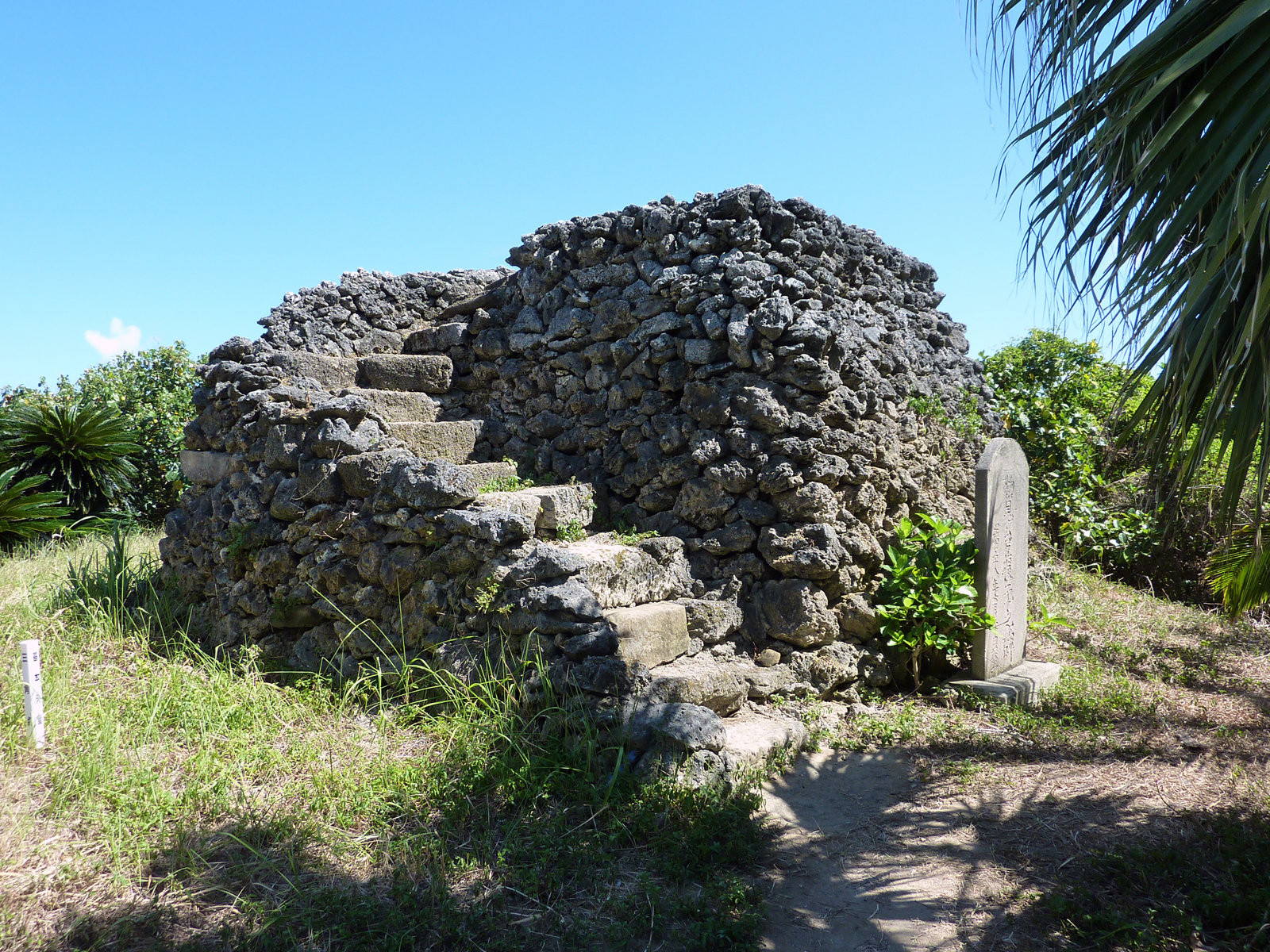
鳩間中森
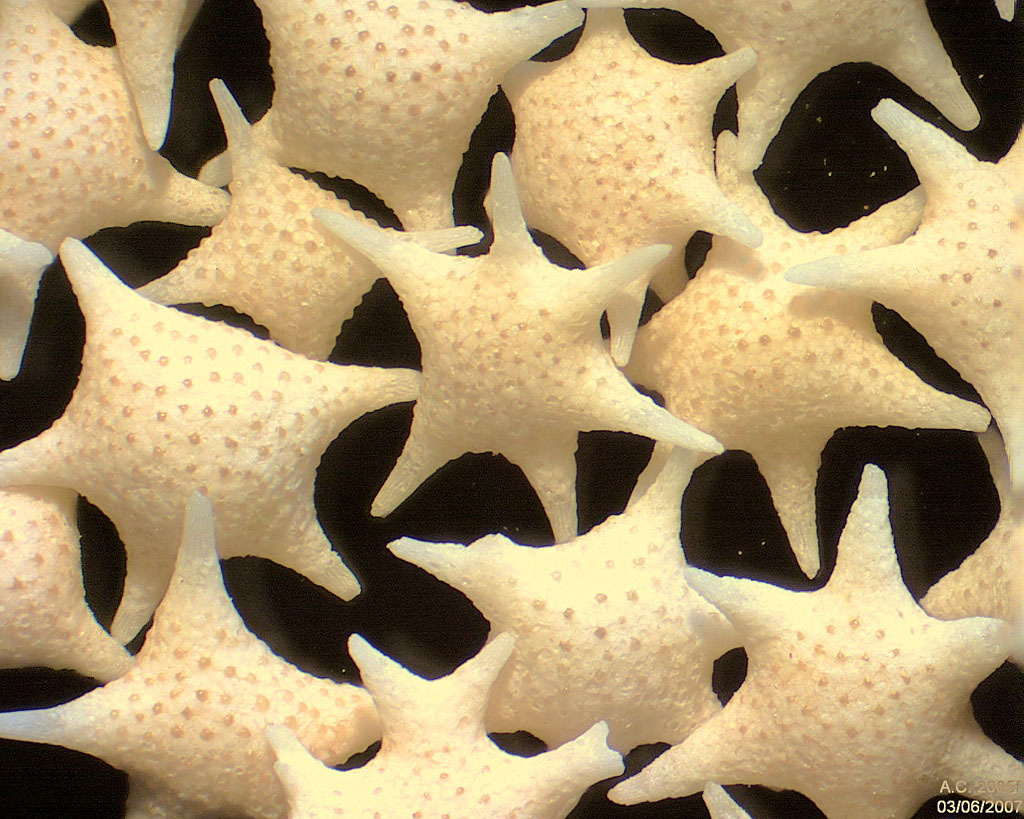
鳩間島的星砂

## 外部連結
- （日語） 鳩間島黃頁 （页面存档备份，存于）（鳩間島綜合入口網站）
- （日語） 竹富町觀光協會 - 鳩間島 （页面存档备份，存于）
- （日語） 鳩間公民館的Facebook專頁
- （日語） 鳩間小中學校 （页面存档备份，存于）